# بارو إف سي
بارو إف سي هو نادٍ بوتاني محترف لكرة القدم من بارو ، يتنافس في دوري بوتان الممتاز ( دوري كرة القدم الأول في بوتان) .

## التاريخ
تنافس بارو إف سي في دوري بوتان الوطني 2018 بعد فوزه على بارو يونايتد في التصفيات ، وأنهى الموسم في المركز الثاني خلف ترانسبورت يونايتد . في عام 2019 ، فاز بارو إف سي بلقب الدوري الوطني الأول بفوزه بنسخة 2019 من دوري بوتان الممتاز . 

## إنجازات
- بوتان الوطني ، الدوري الممتاز

الفائز : 2019
الوصيف: 2018
- كأس جيغمي دورجي وانغتشوك التذكاري الذهبي

الفائزون : 2019 

## سجل قاري
جميع النتائج (ذهاباً وإياباً) تسجل حصيلة أهداف بارو أولاً.
| الموسم | منافسة              | مستدير             | النادي                | الصفحة الرئيسية | بعيدا | مجموع     |
| ------ | ------------------- | ------------------ | --------------------- | --------------- | ----- | --------- |
| 2020   | كأس الاتحاد الآسيوي | الجولة التمهيدية 1 | وصلة=\|حدود المدافعون | 2-2             | 3–3   | 5-5 ( أ ) |
| 2020   | كأس الاتحاد الآسيوي | الجولة التمهيدية 2 | وصلة=\|حدود بنغالورو  | 0-1             | 1–9   | 1-10      |